# Miskolc egykori vízimalmai

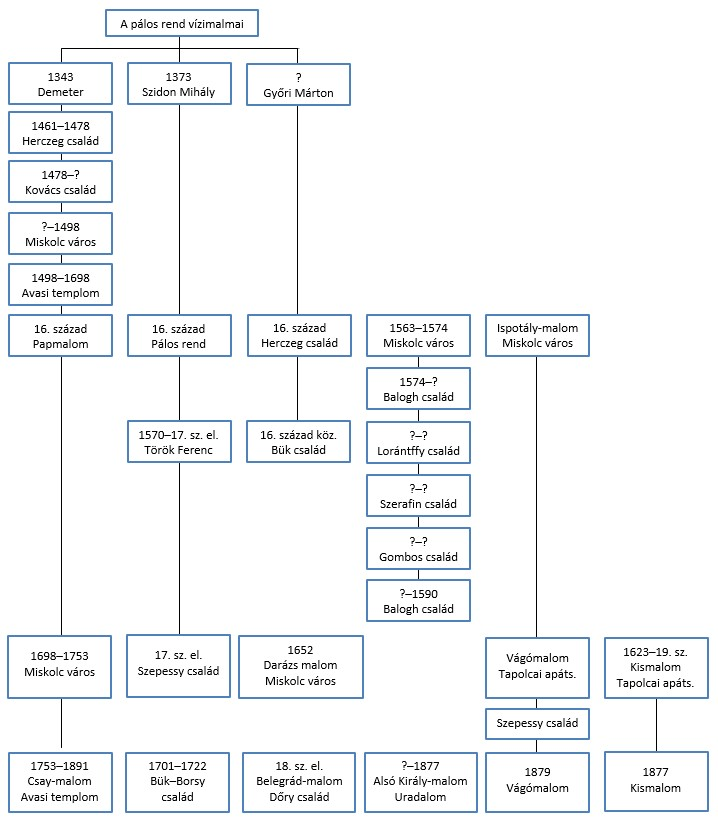
A miskolci vízimalmok bérlői, illetve tulajdonosai a 14–19. század folyamán

Miskolc vízimalmai évszázadokon keresztül voltak fontos részei a város gazdaságának és nem kevésbé városképének. A vízimalmokról meglétéről a 14. századtól vannak források. A malmokat a Szinvára telepítették, amelyek eleinte elsősorban egyházi tulajdonban voltak, de ez a monopólium később megszűnt, és a malmok többsége miskolci polgárok kezébe került. A malmok tulajdonviszonyai, építésük, átalakításuk és megszűnésük az évszázadok folyamán folyamatosan változott, és a véglegesnek mondható malomrendszer a 18. századra alakult ki. A malmok elsősorban gabonaőrléssel foglalkoztak, de kendertörést és posztókészítést is végeztek. A Szinvára sorban „felfűzött” malmok a főmedertől elkülönülten, a patakból kivezetett malomárkokon működtek.
A város akkori nyugati határán, Diósgyőrhöz legközelebb, a mai Thököly utca térségében működött a Király- vagy Felső Király-malom, egy fahengeres kendertörő malom is tartozott hozzá. Ezt a malmot az 1878-as árvíz után újjáépítették, biztonságossá tették, így fennmaradási engedélyt kapott. Végül az 1960-as években szűnt meg, de előtte már elektromos üzemmódban dolgozott. Az Alsó Király-malom 1760 körül épült, a mai Tizeshonvéd utcánál működött, az árvíz után lebontották. Miskolc mai értelemben vett belvárosában dolgozott a Herczeg–Kovács- vagy Bük-malom, a mai Bartók téren, a majdani Zenepalota előtt. 1897 után szűnt meg, többek között ez tette lehetővé a Hunyadi utca nyomvonalának kiigazítását és az építkezéseket. Miskolc legrégebbi, egyben legtovább fennmaradt vízimalma a Papmalom volt, ami a mai Erzsébet téren állt. A Művészetek Háza előtti téren volt a Vágómalom, amely 1879-ben szűnt meg. Miskolc keleti határában is működött két vízimalom, az úgynevezett Belegrád-vízközben. Az első a Munkácsy utca, a másik a Hadirokkantak útja térségében volt található.
A Szinván működő malmok már többször is okoztak gondokat, de a legnagyobb problémát az 1878-as miskolci árvíz hozta, amely a Pece-patakkal együtt hatalmas károkat okozott. Emiatt a város határozatot hozott a vízimalmok megszüntetéséről, ami a 19. század végéig fokozatosan meg is valósult.

## A malmok története
A miskolci vízimalmok a Szinvára települtek (az akkor még nem Miskolc részének számító csabai és a zsolcai malmoktól eltekintve), és eleinte jellemzően egyházi tulajdonban voltak. A vízimalmokról már a 14. századtól vannak források. Az első említés szerint 1343-ban Demeter esztergomi kanonok adományozott vízimalmot („molendinum suum in fluwio Zinwa vocato…”) a diósgyőri pálos rendnek, 1373-ban pedig Szidon Mihály ajándékozott a pálosoknak. Ekkoriban vásárolta meg a rend Győri Márton malmát is. A városfejlődés, illetve a mezőgazdaság fejlődése következtében később megszűnt az egyházi monopólium, a malmok nagy része fokozatosan miskolci polgárok kezébe került. A nemesi privilégiumot szerző miskolci polgárok, mint például a Herczeg család Mátyástól kapta meg a mai Erzsébet téren lévő malmot, aztán a Győri-féle malom is az övék lett.
Az 1500-as években új malmokat építettek, és a Szinván Miskolc belterületén a század végén már öt vízimalom működött (a Papmalom, a pálosok malma, a Herczeg-malom, a város malma és az Ispotálymalom), de a végleges malomrendszer a 18. századra fejlődött ki. A malmok a gabonaőrlésen kívül kendertöréssel, szűrposztó és daróc készítésével is foglalkoztak. 1753-ban például a szűrszabó céh 5 bécsi öl széles és 7 öl hosszú kallót épített, amit aztán Kallómalomnak neveztek. A fentieken kívül egyéb, rövidebb ideig működő malmok is létesültek, például egy 1563-as forrás beszámol egy ismeretlen eredetű, a város tulajdonában levő vízimalomról, egy másik az 1623-ban keletkezett Kismalomról, vagy az 1652-ben épült Darázsmalomról.
A legrégebbi vízimalom a Papmalom volt, ami az Avas alatt, a mai Erzsébet téren állt. Még a 14. században építették, a 19. század végén bontották le. A Bük-malom a mai Bartók téren állt, 1461-ben már mint régebben működő malomként említették. Ez a malom szűnt meg a leghamarabb, 1817-ben már nem volt meg. A Vágó- vagy Dőry-malom a mai Művészetek Háza előtt működött, 1878 után szűnt meg. A Kismalom a mai Helynekem nevű szórakozóhely környékén 1627-ben már állt. Miután a 18. század elején elpusztult, a város 1715-ben újat épített a helyén. A Borsy majd a Bük család malma a város nyugati patakszakaszán, a mai Serház utca környékén volt. A Dőry- vagy Fáy-malom a mai Munkácsy utca végén már 1702-ben működött a Belegrád nevű vízközben.
A vízimalmok kora a 19. század végére múlt el. Ennek kettős oka volt: egyrészt a malomtechnika fejlődése, a Dvorszki-, majd a Kohn Salamon-féle gőzmalom felépülése miatt a vízimalmok korszerűtlenné váltak, kisebb kapacitásuk miatt már nem tudták ellátni a megnövekedett igényeket. A másik ok az 1878-as miskolci árvíz volt, amelynek pusztítóvá válásában nagy szerepet játszottak a vízimalmok. Az árvíz 277 halottal járt, az anyagi veszteség is soha nem látott mértékű volt, 2182 ház dőlt össze, a város épületeinek a fele károsodott. Ezért a város a Szinva és a Pece szabályozása és a malmok lebontása mellett döntött. 1877-ben az uradalmi malom és a Kismalom, 1879-ben a Vágómalom, 1891-ben pedig a Papmalom szűnt meg.

## Malmok a Szinva nyugati szakaszán

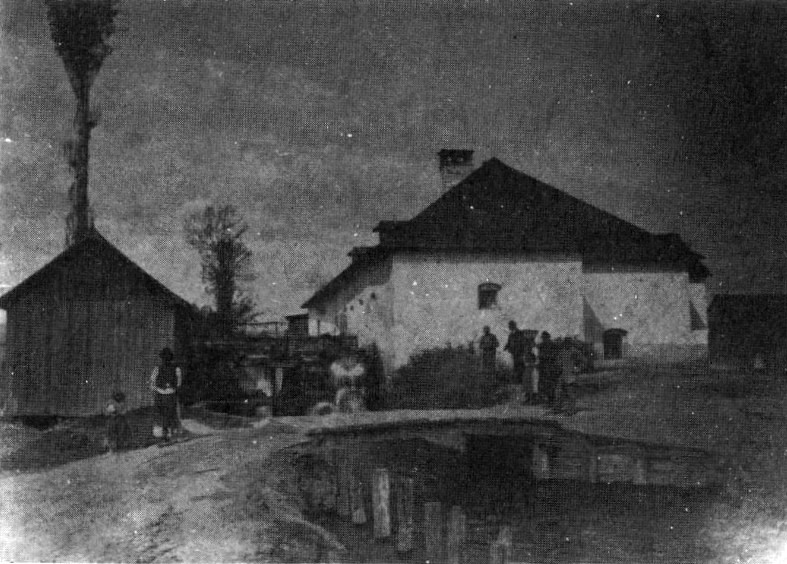
A Felső Király-malom a 19. század végén

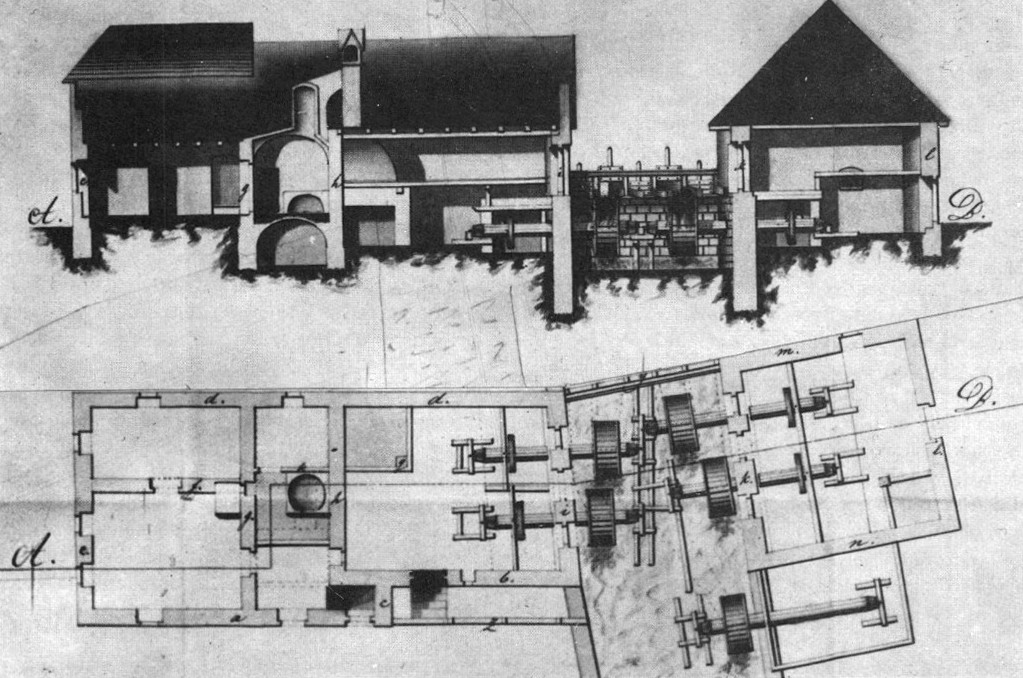
Az Alsó Király-malom szerkezeti rajza, 1832

A mai Tizeshonvéd utca és a Győri kapu térségében a történelem folyamán több vízimalom is működött. A malmok a Szinvából kivezetett malomárkon, majd néhány helyen még ebből is elkülönített malomcsatornákon dolgoztak. A malmok tulajdonosaik vagy bérlőik nevét kapták, vagy az ott végzett munkára utaló nevet viseltek. A malomárkot a Szinva medréből – a folyásirányt tekintve – jobb oldalon vezették ki, és ezen működött a Felső kallómalom. A malom után a csatorna áttért a Szinva bal oldalára, ahol egy kisebb malmot telepítettek, ez volt a Tímár-malom. Ezen a malomárkon a mai Thököly utca nyomvonalában volt egy újabb malom, a Király-malom vagy Felső Király-malom (vagy uradalmi felső malom). A malomárokra a mai Herman Ottó Gimnázium alatti szakaszon újabb vízimalmot építettek, ez gabonaőrlést végzett, és a neve sorra Bűk-, Borsy-, később Takács-malom volt.
A legnyugatabbi, azaz a Diósgyőrhöz legközelebb fekvő vízimalom a Király-, vagy Felső Király-malom, Felsővárosi malomnak is hívták. A Thököly utca térségében működött. A malomépület a kincstár 1832–33-as összeírása szerint jó állapotban volt, tetőzetét fazsindely alkotta. A Sváb sorról (mai Győri kapu) volt a bejárata. A molnár vagy a bérlő két szoba, konyha, éléskamrás lakásban lakott, a ház alatt pedig 20 hordó befogadására alkalmas pince volt. Kivitelét tekintve kettős malom volt, a két épület a Szinva két partján állt, és mindkettőt két-két kerék hajtotta, a gabona őrlésére két-két őrlőkő szolgált. A lisztes malom mellett, a déli oldalon egy fahengeres kendertörő malom működött. Az 1878-as árvíz után rendeletet hoztak a Szinva malmainak megszüntetésére, de ebben az esetben – a megfelelő feltételek teljesítése után – felmentést adtak. A malmot újjáépítették, a csatornát biztonságossá tették. Egy 1891-es, majd 1897-es és 1901-es engedély szerint Kovács Bálint kolozsvári lakos volt a malom tulajdonosa, ő végezte el a szükséges átalakításokat. 1924-ben a miskolci Majzler László lett az új tulajdonos, és 1948-ban tőle államosították a malmot. 1958-ban a Malomipari Vállalat malmaként működött (feltehetően már villamos üzemmódban). Végleges megszűnése az 1960-as évekre tehető, összefüggésben a Győri kapui lakótelep felépítésével.
Az Alsó Király-malom, a diósgyőri koronauradalom háromköves vízimalma volt, a mai Tizeshonvéd utcában működött, 1760 körül épült. Állapotáról a koronauradalom 1783. április 11-i összeírásában találunk leírást: „A város felső végén van a 3 kőre járó lisztőrlő malom. Jó anyagból. Hossza 12 öl, szélessége 6 2/6, magassága 3 1/2 öl (1 öl=1,8–1,9 m.) … E malom mellett van két gyaloghíd s egy zsilip (zúgó). … E fölött van a Kalló-malom.” A környék innen kapta a Kallószer vagy Felső Kallószer elnevezést, és később utca is viselte a Kalló nevet a Szinva déli oldalán. A Szinva keleti folyásánál is volt egy (Alsó) Kallószer, ennek névadója a Belegrád szigetnél lévő malom volt. Az 1878-as árvíz során ez volt a harmadik malom, amelyik akadályozta a víz levonulását. Ezután már csak Soltész Nagy Kálmán polgármester 1881. évi jelentésében említődik meg, amint fahidat építettek az alsó malomnál. Ekkor azonban már valószínűleg nem létezett, csak a neve maradt fenn.

## Malmok a belvárosban

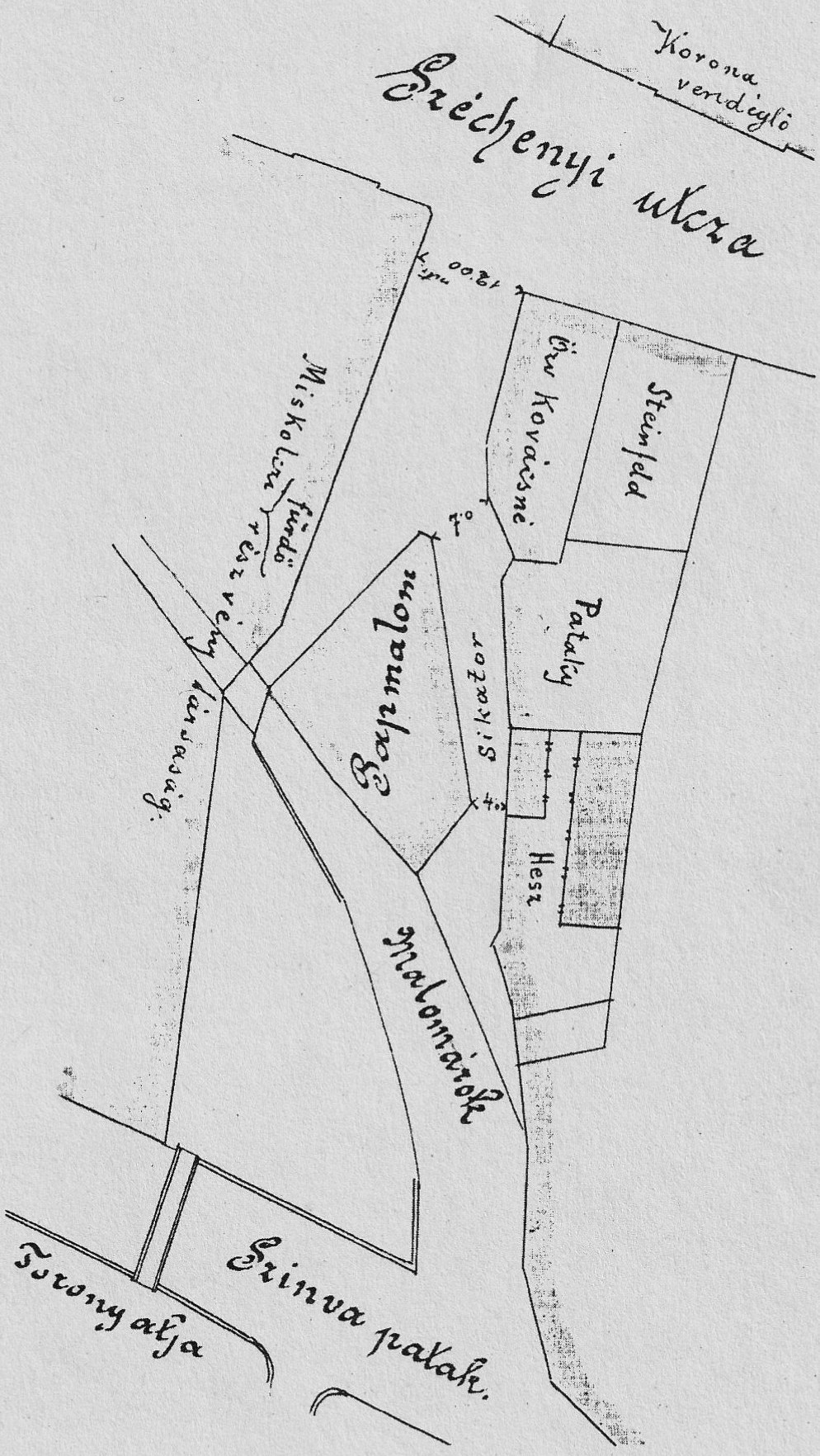
A Papmalom elhelyezkedése 1890-ben

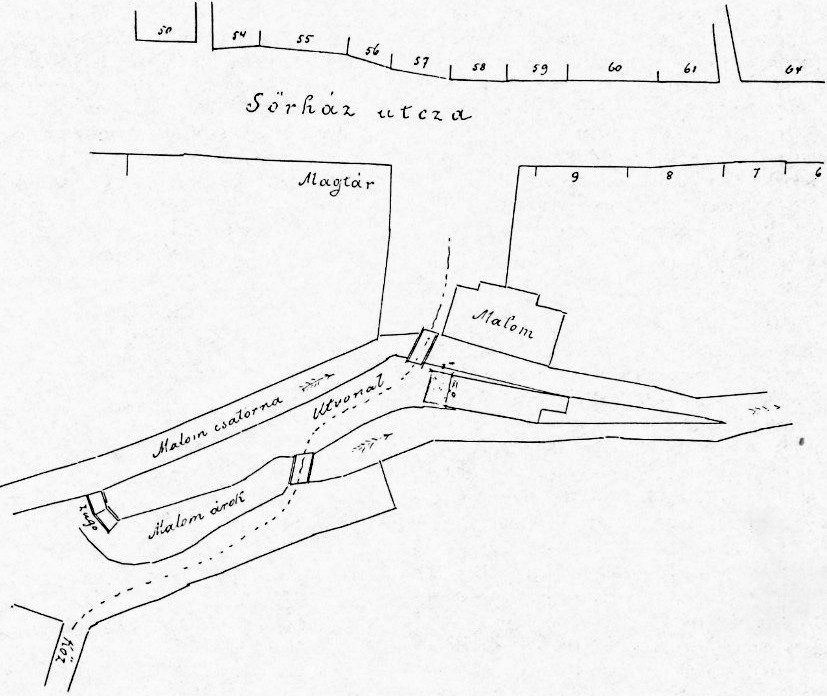
A Bük-malom elhelyezkedése a 19. század végén

Miskolc mai értelemben vett legszűkebb belvárosában három Szinvára telepített középkori malom működött: a Herczeg–Kovács-féle malom, a Papmalom és a pálos malom. Ezek közül a két szélső az akkori város határán, illetve lakott végén állt, a Papmalom pedig a város közepén, így mintegy viszonyítási pontokat is jelentettek Miskolc középkori topográfiájában.
A Herczeg–Kovács- vagy Bük-malom a Hunyad utca alsó végén, a Szinva keleti oldalán, a mai Bartók téren, az akkor még természetesen nem létező Zenepalota előtt állt. A leírások alapján 1461-ban Mátyás király híve, a miskolci Herczeg Péter arra kérte a királyt, hogy a tőle korábban jogtalanul, a diósgyőri várnagy által elvett malmát adja vissza neki. A malom helyét az iratban úgy írták le, hogy az Miskolcnak a diósgyőri vár felőli szélén áll. A Szinván akkoriban itt egy kanyarulat volt, és ennek keleti, a város felé eső oldalán helyezkedett el a malom. A malom helye az 1702-es Kötelkönyvben is szerepel. A Szinváig lefutó utca vége egyben a város lakott szélét is jelentette. Ezt a malmot egy 1501. december 22-én kelt okiratban Kovács (Kowach) István és neje leányukra és annak férjére hagyta. 1897-től a malom Takács Lajos és felesége tulajdonában volt, és a Szentpáli István polgármester vezette város tőlük vette meg a területet a rajta álló építményekkel együtt. A vételt 1910–11-ben a Hunyadi és a Serház utca (ma Tizeshonvéd utca) nyomvonalának kiigazítása is indokolta. A tervek szerint a területen egy mintegy 400 négyszögöl nagyságú új telket hoztak volna létre, egy új utca (ez megfelel a mai Serház utcának) és egy tér kialakítása is a tervek között szerepelt. Az árverések azonban sikertelenek voltak, így a tulajdonos villamos üzemre állította át a termelést, és tovább dolgozott. A feljegyzések szerint az 1920-as évek végén Goldstein Ignác szerepelt tulajdonosként, de az ezt követő történésekről, még a malom lebontásáról sincsenek további adatok. A területen 1949–50-ben bérházak épültek, és az alapozáskor kerültek elő az egykori malom maradványai.
A legrégebbi vízimalom a Papmalom, amit még a 14. században építettek. Az Avas alatt, a mai Erzsébet téren állt, jegenyefákkal övezett területen. Egy 1506-os, a piacon álló ház eladásával foglalkozó oklevélben szerepel a Malom utca, amely a miskolci plébániatemplom alatti malomhoz vezetett a Piac utcáról (a parte vero occidentali prope plateam Molomwcza vocatam, que tendit ad molendinum domini plebani de Miskolcz). A Molomwcza említése azért fontos tény, mert ez volt az első magyar nyelvű utcamegnevezés a Miskolcról szóló forrásokban. A malmot 1698-ban I. Lipót király jutalmul Miskolcnak ajándékozta, mert a város részt vett az Egert ostromló császári katonaság ellátásában. A Papmalom három köve közül azonban egy ezután is az egyháznak őrölt. Az erre vonatkozó szerződés nem ismert, de a városi jegyzőkönyv szerint a malom „Házát, hajazatyát, kőpadját mindig a varos építteti és tartja fenn, s a gátakat a papszeresi és Tóth utcai jobbágyok tartoznak gondozni, míg a malomkövet, a gerendákat a közvagyonból vettek”. Később a város teljesen átengedte a malmot az avasi templomnak, amit egy időben Csay-malomnak is neveztek, a templom Csay nevű papja után. A malom 1890-ben még működött, pedig az 1878-as árvíz után már döntöttek a Szinva malmainak megszüntetéséről, illetve a meder szabályozásáról. A malom megszüntetésével lehetővé vált a város régi terve, a közfürdő elhelyezése az új téren. A vízimalom bontása, illetve a tér kialakítása 1891-ben kezdődött, és a fürdő 1893-ban már állt, szemben vele pedig felépült a Diószeghy-ház is. A teret egy ideig még ezután is Papmalom térnek nevezték, majd Fürdő tér lett, s csak később lett a hivatalos neve Erzsébet tér.
A belváros következő vízimalma, az Ispotály-, később Vágómalom a mai Művészetek Háza előtti téren működött. A többi malomhoz képest viszonylag későn, a 16. században telepítették, majd 1879-ben szűnt meg. A malom kezdetben a mindszenti ispotályhoz tartozott, majd az ellenreformáció idején a tapolcai apátság tulajdonába került. Ekkoriban kapta a Vágómalom nevet, a mellette működő mészáros vágóhely után. A vízimalom öt kővel működött, és így Miskolc legnagyobb malmává vált. 1690 körül Csuda Zsuzsanna, Szepessy Pál felesége bérelte.
A Kismalom 1623 körül épült, Simon János, a Vágómalom molnára építette a váci püspök és a tapolcai apát megbízásából. Valószínűleg a mai Helynekem nevű szórakozóhelynél helyezkedett el. Egy újabb, szintén kevés adattal rendelkező malom volt a Darázsmalom, amit Miskolc város építtetett 1652-ben. A kétkövű vízimalmot a város rendszeresen magánszemélyeknek adta bérbe. A helyéről nincsenek információk, elképzelhető, hogy a mai Royal köznél dolgozhatott.

## A keleti vízimalmok
Miskolc keleti részén a mai Munkácsy utca végén, a Belegrád-vízköz elején, azaz nyugati végén állt egy vízimalom, amit egy időben a Dőry család bérelt a tapolcai apátságtól. Az utca végén hídon lehetett elérni a malmot. Az 1878-as árvíz a környék valamennyi házát megsemmisítette, a ma látható épületek (például a Neumann-palota és a Lloyd-palota) ezt követően épültek.
Csak a 18. század elején épült fel és kezdte meg működését a Dőry család vízimalma a Belegrád-szigeten. A szigetet a Szinva medre és a malomárok alakította ki, és a malomárok vize működtette a malmot és egy kallómalmot. A szigeten nagy alapterületű malomház és melléképületek voltak. A Belegrád-malom a Munkácsy utcai malomtól keletre, a mai Szinvapark mögötti részen, attól délre helyezkedett el.

## Malmok a katonai felmérés térképén
A Habsburg Birodalomban végzett második katonai felmérés 1806 és 1869 között történt, ezen belül a Magyar Királyság térképe 1819 és 1869 között készült. Miskolc és környékének felmérését két Miskolcon állomásozó kadét, Merz Oszvald és Wlaczek Vencel (a forrás így nevezi meg őket) készítette el 1854-ben. A térkép Miskolc térségében, a Szinván kilenc vízimalmot tüntet fel (a szöveges leírásban nem tettek említést róluk), a jelmagyarázat szerint csillaggal jelölve azokat. Érdekes, hogy a térkép nem jelöli a Vágómalmot, pedig az a felmérés idején még állt, csak később, 1879-ben szűnt meg.

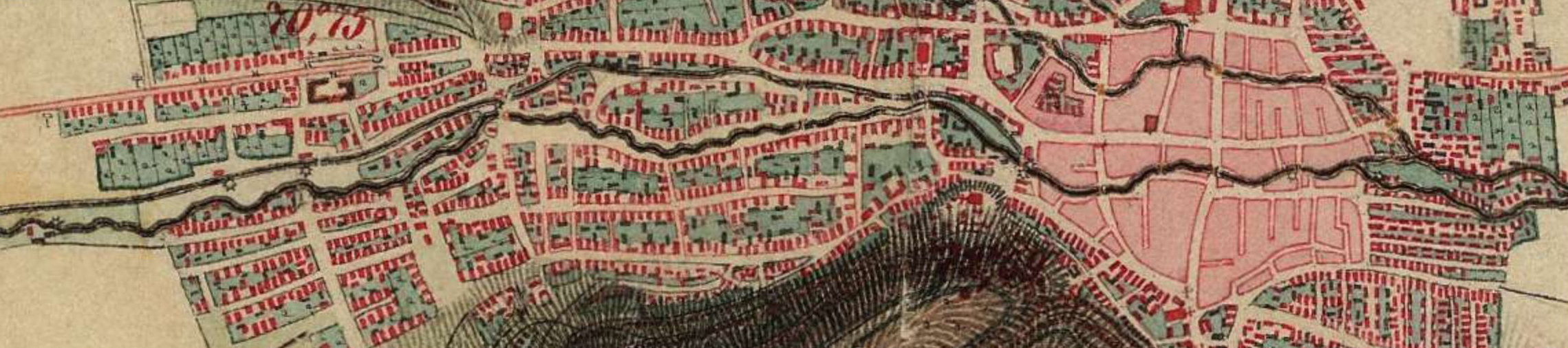
Vízimalmok a 2. katonai felmérés térképén (csillaggal jelölve)

|    | Koordináták      | A malom neve                   | A mai hely leírása                                                | A malom helye ma |
| -- | ---------------- | ------------------------------ | ----------------------------------------------------------------- | ---------------- |
| 1. | 48.1009, 20.7492 | Tímár-malom                    | Győri kapu, Tímármalom utca                                       |                  |
| 2. | 48.1017, 20.7546 | Felső kallómalom               | Győri kapu, Vászonfehérítő utca, az Aba utcai bérházak garázssora |                  |
| 3. | 48.1020, 20.7570 | Felső Király-malom             | A Thököly utcától nyugatra, Vászonfehérítő utcai garázssor        |                  |
| 4. | 48.1033, 20.7630 | Alsó Király-malom              | A Vászonfehérítő utca 1. és a Tesco között                        |                  |
| 5. | 48.1035, 20.7762 | Herczeg–Kovács–Bük-malom       | Bartók Béla tér                                                   |                  |
| 6. | 48.1024, 20.7795 | Papmalom                       | Erzsébet tér                                                      |                  |
| 7. | 48.1019, 20.7878 | Darázsmalom (?)                | A Royal köz Arany János utcai szakasza                            |                  |
| 8. | 48.1018, 20.7905 | Apátsági, Dőry- vagy Fáy-malom | Munkácsy Mihály utca–Arany János utca                             |                  |
| 9. | 48.1012, 20.7938 | Dőry- vagy Belegrád-malom      | A Hadirokkantak útja 2. épület déli oldalán                       |                  |

## Galéria

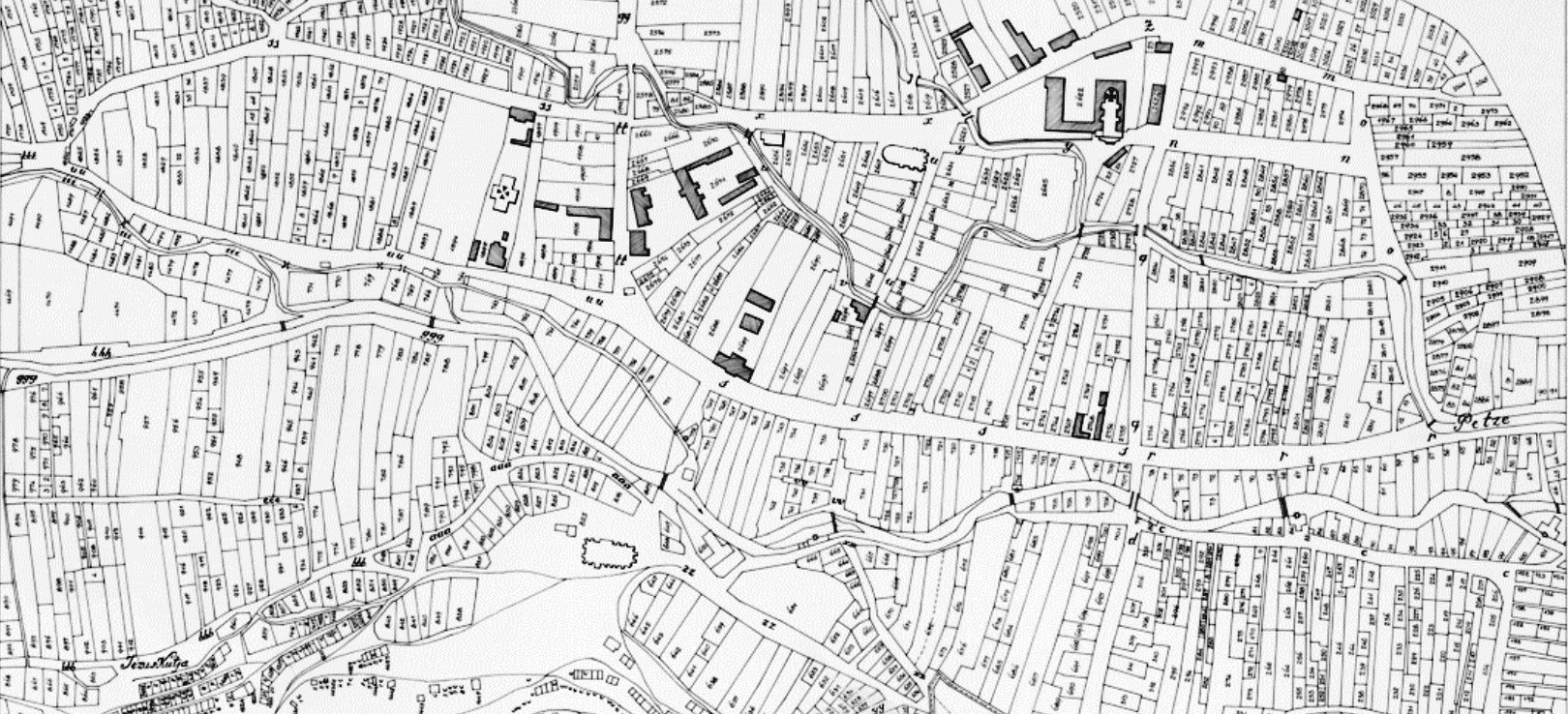
Malmok a Domby István-féle 1817-es térképen
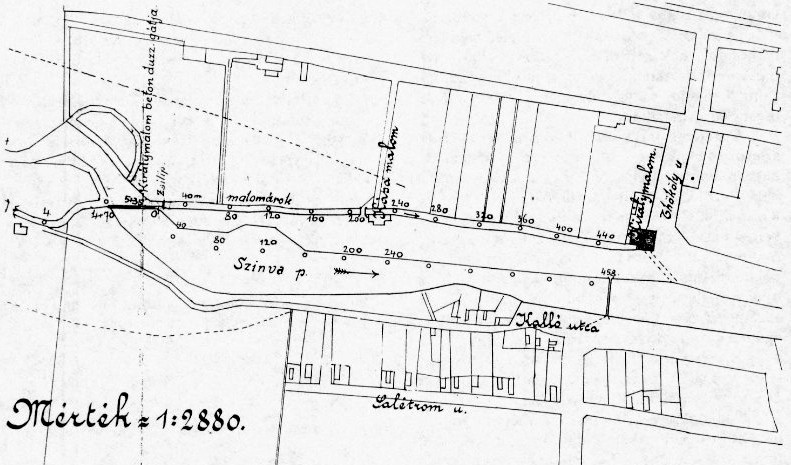
Malmok a Kallószer környékén (Kalló- és Felső Király-malom)
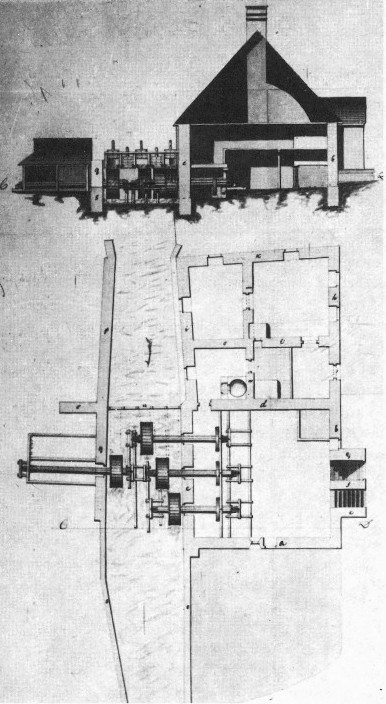
A Felső Király-malom szerkezeti rajza, 1832